# Brione, Brescia
Brione là một đô thị trong tỉnh tỉnh Brescia thuộc vùng Lombardia, Ý. Đô thị này có diện tích 6,89 km², dân số 546 người. Các đơn vị dân cư trực thuộc là: San Zenone, Aquilini, Barche, Vesalla. Các đô thị giáp ranh gồm: Gussago, Ome, Polaveno, Sarezzo, Villa Carcina.